# Remberto
San Remberto de Bremen (Rimbert o Rembert) (h. 830 en Flandes - 11 de junio de 888 en Bremen) fue arzobispo de Bremen-Hamburgo desde 865 hasta su muerte.

## Biografía
Un monje de Turholt (Torhout), compartió viaje episcopal hacia Escandinavia con su amigo Ansgar, al que sucedería como arzobispo en Hamburgo-Bremen en 865. También escribió la biografía de San Óscar, Vita Ansgarii. Aquí aparece la figura de Remberto que sucedió a San Óscar en el obispado de Hamburgo y Bremen. De él se cuenta que con la ayuda especial de monjes benedictinos cuya vida compartía, recorrió evangelizando las regiones todavía paganas de Suecia y Francia. Continuó el ministerio de San Óscar por tierras de Dinamarca y Suecia, y en tiempo de las incursiones de los normandos se preocupó de redimir a los cautivos. Sus ejemplos de virtud eran celebrados desde Suecia a Francia; como aquel de haber entregado en un viaje todo lo suyo, incluida la cabalgadura, para rescatar a unos esclavos cristianos; teniendo después que proseguir a pie el largo viaje, excesivo para sus años.
Remberto es venerado como santo particularmente en Friesland. Su festividad es el 4 de febrero, día en que fue elevado a la dignidad episcopal. Después de Ansgar, epíteto de Apóstol del Norte, Remberto es conocido como el Segundo Apóstol del Norte, junto al misionario Sigfrido de Suecia y al reformador  Johannes Bugenhagen. Cuando por edad ya no podía atender la diócesis, la dejó en manos del monje Adlegario, y se retiró hasta su muerte, ocurrida en el año 888. 